# Altix
Der Name Altix bezeichnet eine Reihe von Kameramodellen des Dresdner Optikunternehmens Altissa. Sie erforderten Kleinbildfilm und ermöglichten bis zur Altix III quadratische Aufnahmen im Format 24 × 24 mm und ab der Altix IIIA Aufnahmen im Format 24 × 36 mm.
Das erste Modell dieser Reihe, die Altix I, wurde erstmals 1939 gebaut. Hersteller war das ab 1941 als Altissa-Camera-Werk Berthold Altmann firmierende Unternehmen. Die Produktion wurde bereits 1940 wegen der Umstellung auf Rüstungsproduktion eingestellt. Im Jahre 1947 wurde die Produktion der Altix I wieder aufgenommen. Der Hersteller firmierte nach seiner Verstaatlichung im Jahre 1952 als VEB Altissa-Camera-Werk Dresden.
In den darauffolgenden Jahren wurde die Kamera weiterentwickelt und neue Modelle wurden vorgestellt. Dazu gehören die Altix II (1948), Altix III (1949), Altix IIIA (1950),  Altix IV (1952) und die Altix V (1954). Zuletzt wurden 1958 zwei Modelle unter den Namen Altix-n und Altix-nb eingeführt. Das „b“ stand für einen Belichtungsmesser, der anfangs oben aufgesetzt, bei den letzten Modellen sogar ins Gehäuse integriert war. Alle Modelle erfuhren im Laufe ihrer Produktionszeit verschiedene Veränderungen.
Kurze Zeit später wurden die Produktion der Altix-Kameras am Standort Dresden eingestellt, nachdem das Altissa-Kamera-Werk in den VEB Kamera- und Kinowerk Dresden, später VEB Pentacon Dresden, eingegliedert wurde. Die Altix IV wurde nach dem Ende der Fertigung von Altix-Kameras in Dresden noch bis Mite der 1960er Jahre bei der Firma ZRAK in Sarajevo in Lizenz gefertigt.

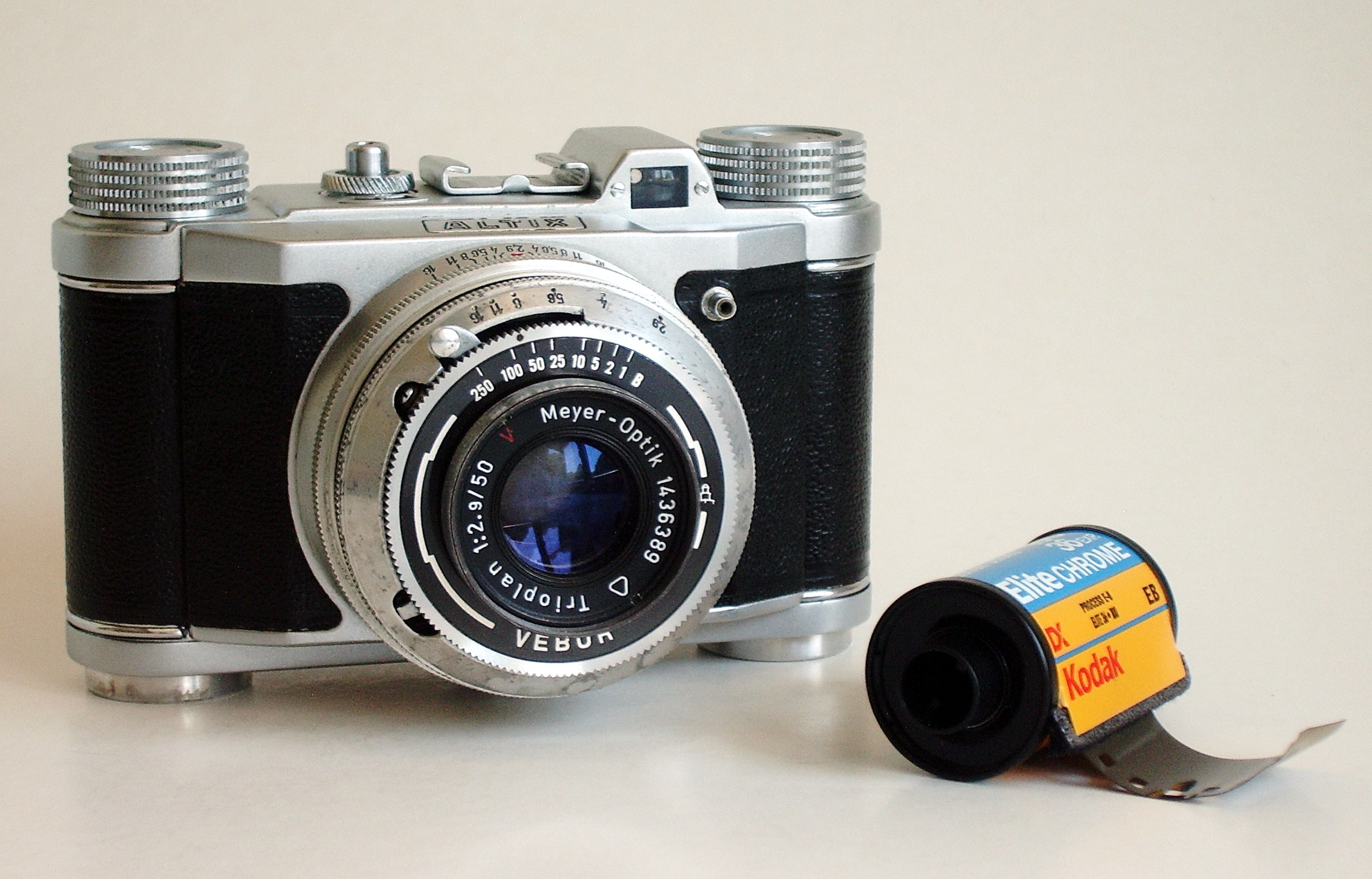
Frühe Altix IV mit Meyer Trioplan 2,9/50 mm
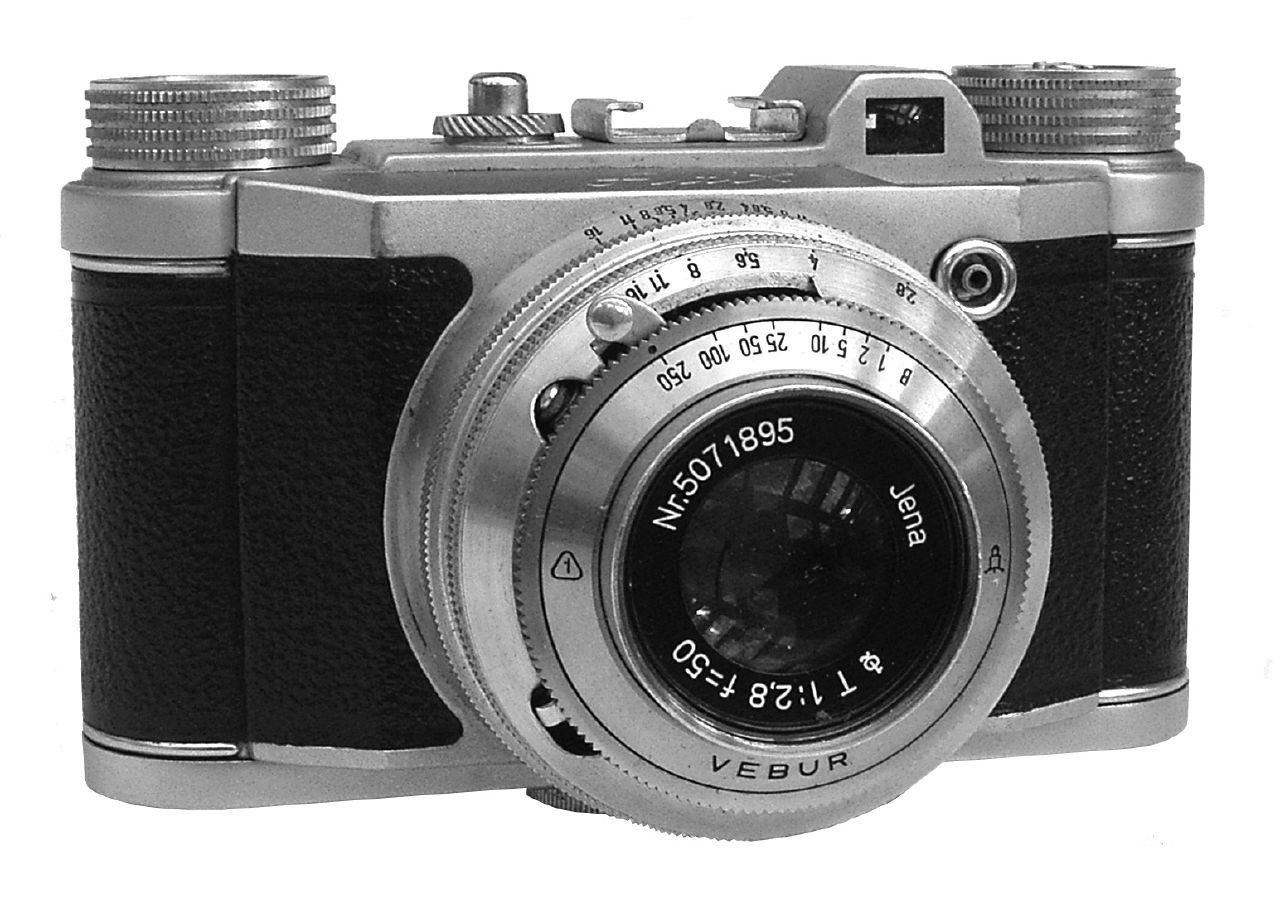
Altix IV
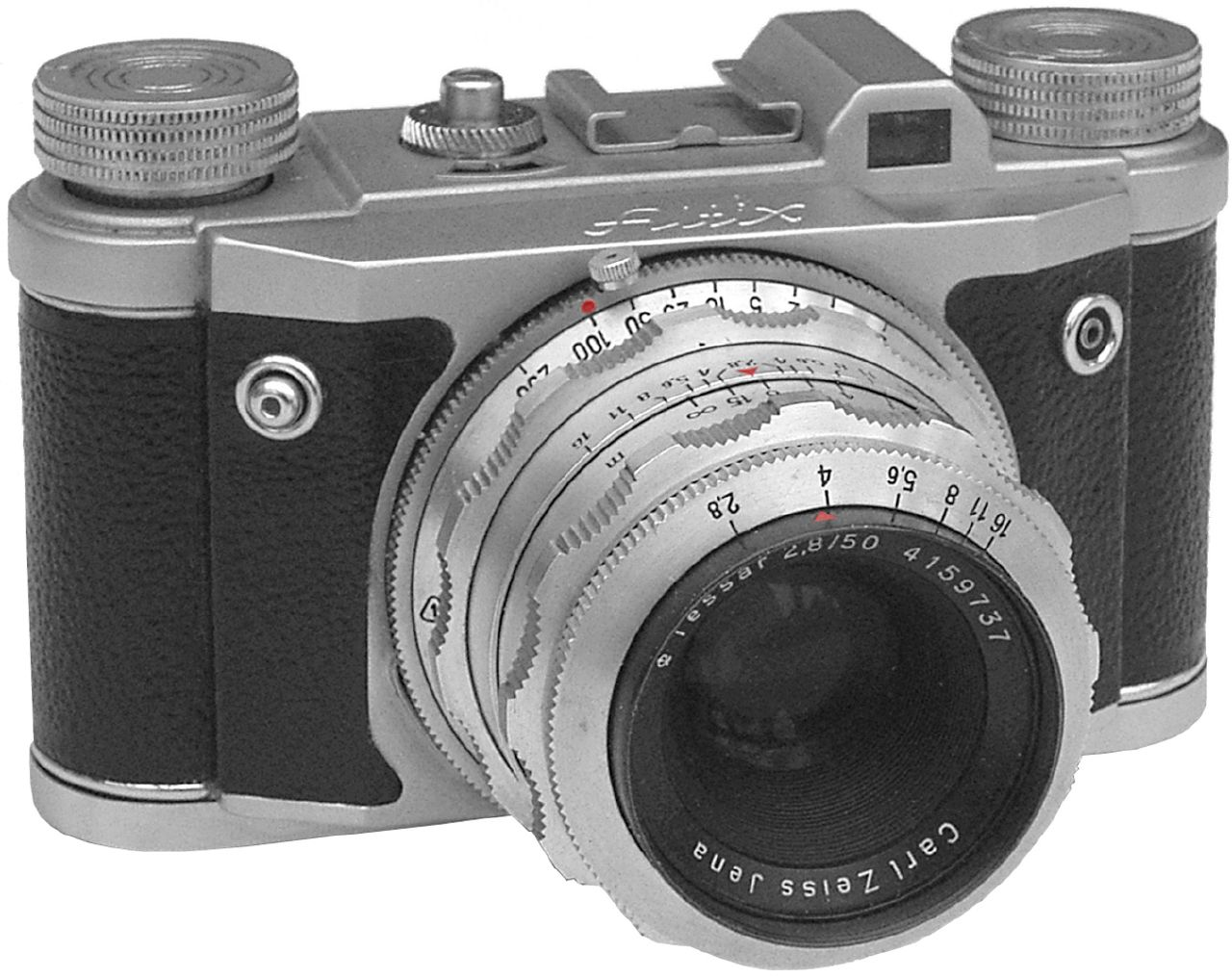
Altix V
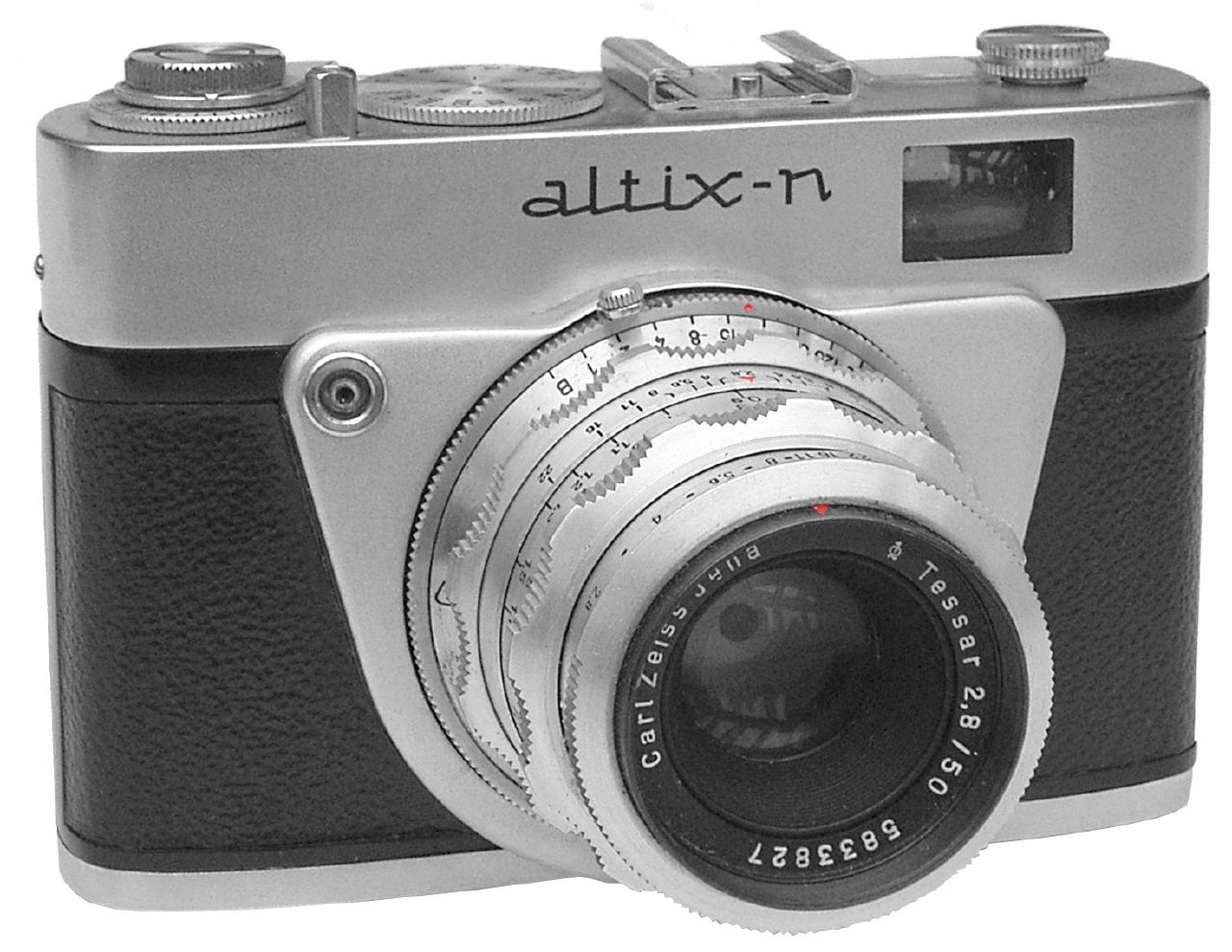
Altix-n
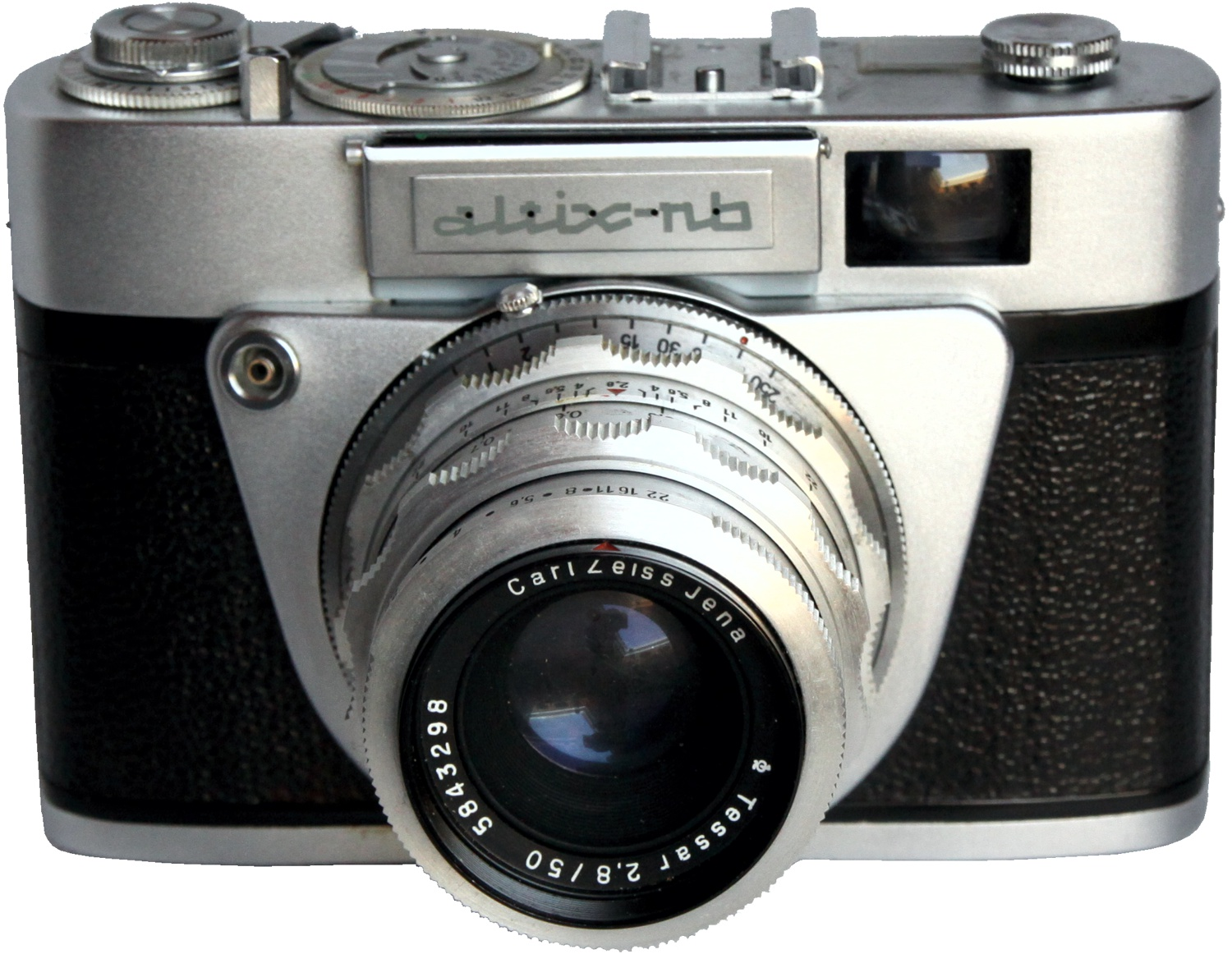
Altix-nb mit integriertem Belichtungsmesser
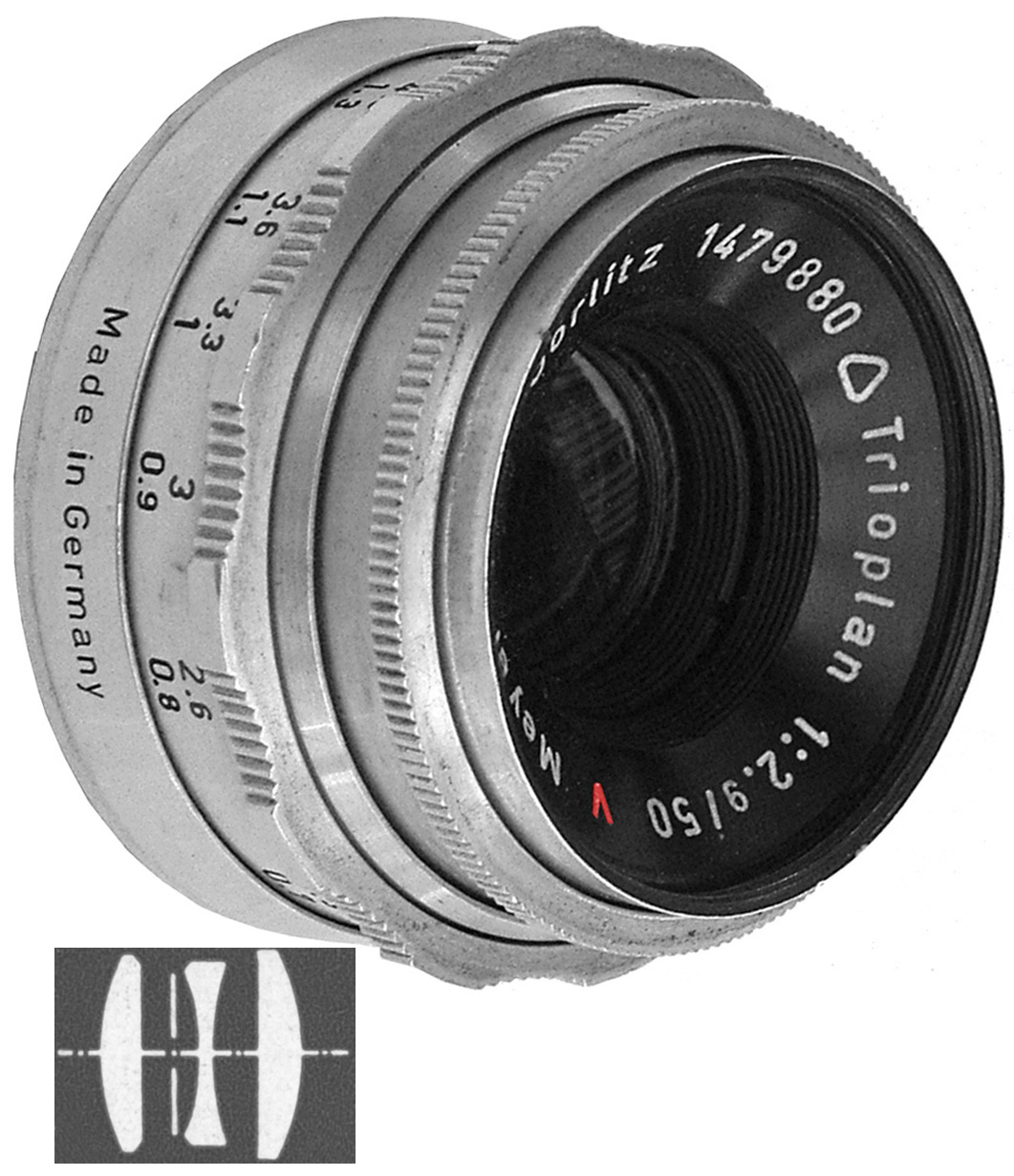
Trioplan 1:2,9/50 mm